# Campionat de Bèlgica de ciclisme en contrarellotge

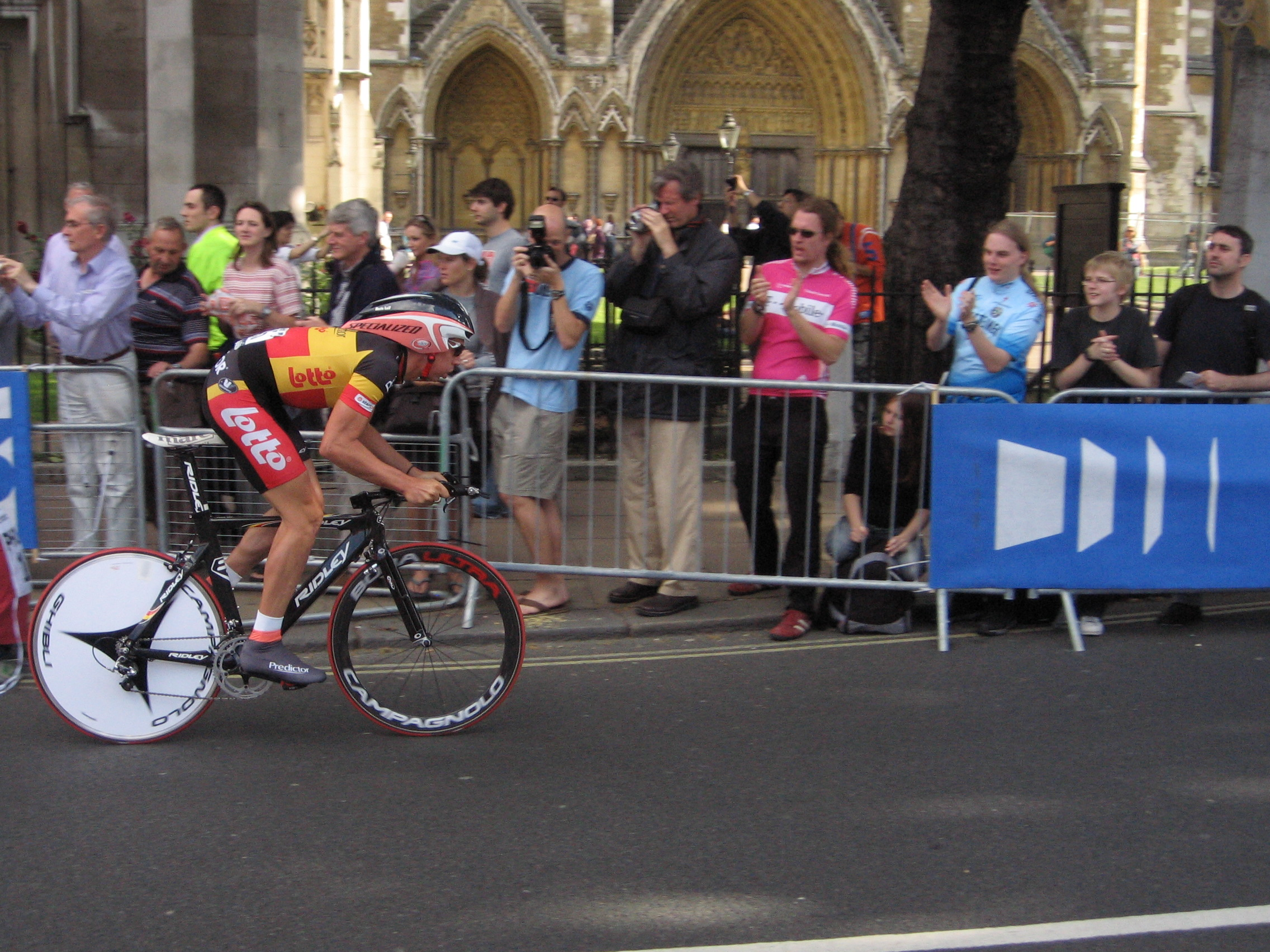
Leif Hoste amb el mallot de campió de Bèlgica de contrarellotge individual.

El Campionat de Bèlgica de ciclisme en contrarellotge s'organitza anualment des de l'any 1997 per determinar el campió ciclista de Bèlgica en la modalitat.
El títol s'atorga al vencedor d'una única carrera, en la modalitat de contrarellotge individual. El vencedor obté el dret a portar un mallot amb els colors de la bandera belga fins al campionat de l'any següent quan disputa proves de contrarellotge.

## Palmarès masculí
| Any  | Primer                | Segon              | Tercer                |
| 1997 | Marc Streel           | Johan Museeuw      | Bert Roesems          |
| 1998 | no disputat           | no disputat        | no disputat           |
| 1999 | Marc Streel           | Bert Roesems       | Thierry Marichal      |
| 2000 | Rik Verbrugghe        | Marc Streel        | Leif Hoste            |
| 2001 | Leif Hoste            | Bert Roesems       | Glenn d'Hollander     |
| 2002 | Marc Wauters          | Bert Roesems       | Ludo Dierckxsens      |
| 2003 | Marc Wauters          | Leif Hoste         | Bert Roesems          |
| 2004 | Bert Roesems          | Marc Wauters       | Leif Hoste            |
| 2005 | Marc Wauters          | Bert Roesems       | Frank Vandenbroucke   |
| 2006 | Leif Hoste            | Bert Roesems       | Marc Wauters          |
| 2007 | Leif Hoste            | Philippe Gilbert   | Jurgen van den Broeck |
| 2008 | Stijn Devolder        | Leif Hoste         | Dominique Cornu       |
| 2009 | Maxime Monfort        | Sébastien Rosseler | Dominique Cornu       |
| 2010 | Stijn Devolder        | Sébastien Rosseler | Leif Hoste            |
| 2011 | Philippe Gilbert      | Ben Hermans        | Dominique Cornu       |
| 2012 | Kristof Vandewalle    | Ben Hermans        | Philippe Gilbert      |
| 2013 | Kristof Vandewalle    | Philippe Gilbert   | Julien Vermote        |
| 2014 | Kristof Vandewalle    | Tim Wellens        | Pieter Serry          |
| 2015 | Jurgen Van den Broeck | Yves Lampaert      | Kristof Vandewalle    |
| 2016 | Victor Campenaerts    | Yves Lampaert      | Ben Hermans           |
| 2017 | Yves Lampaert         | Victor Campenaerts | Ben Hermans           |
| 2018 | Victor Campenaerts    | Thomas De Gendt    | Yves Lampaert         |
| 2019 | Wout van Aert         | Yves Lampaert      | Remco Evenepoel       |
| 2020 | Wout Van Aert         | Victor Campenaerts | Frederik Frison       |
| 2021 | Yves Lampaert         | Remco Evenepoel    | Victor Campenaerts    |
| 2022 | Remco Evenepoel       | Yves Lampaert      | Victor Campenaerts    |
| 2023 | Wout Van Aert         | Alec Seagaert      | Rune Herregodts       |
| 2024 | Tim Wellens           | Alec Seagaert      | Rune Herregodts       |
| 2025 | Remco Evenepoel       | Florian Vermeersch | Alec Segaert          |

### Palmarès sub-23
| Any  | Primer               | Segon                 | Tercer                   |
| 1997 | Marc Chanoine        | Stijn De Peuter       | Laurent Caps             |
| 1998 | Davy Daniels         | Wesley Huvaere        | Steven Van Olmen         |
| 1999 | Jan Kuyckx           | Gert Steegmans        | Kurt Geysen              |
| 2000 | Jurgen Van Goolen    | Stijn Devolder        | Kevin Van Impe           |
| 2001 | Jurgen Van Goolen    | Gert Steegmans        | Sébastien Rosseler       |
| 2002 | Gert Steegmans       | Sébastien Rosseler    | Olivier Kaisen           |
| 2003 | Olivier Kaisen       | Jurgen Van den Broeck | Stefan Wijnands          |
| 2004 | Dominique Cornu      | Mario Ickx            | Olivier Kaisen           |
| 2005 | Dominique Cornu      | Bart Vanheule         | Francis De Greef         |
| 2006 | Dominique Cornu      | Mario Ickx            | Kristof Goddaert         |
| 2007 | Francis De Greef     | Jan Ghyselinck        | Kristof Goddaert         |
| 2008 | Jan Ghyselinck       | Ben Hermans           | Jonathan Dufrasne        |
| 2009 | Julien Vermote       | Jonathan Dufrasne     | Romain Zingle            |
| 2010 | Jonathan Breyne      | Gerard Hophra         | Guillaume Van Keirsbulck |
| 2011 | Kevin De Jonghe      | Maarten Vlasselaer    | Arthur Vanoverberghe     |
| 2012 | Yves Lampaert        | Frederik Frison       | David Desmecht           |
| 2013 | Victor Campenaerts   | Frederik Frison       | Edward Theuns            |
| 2014 | Elias Van Breussegem | Ruben Pols            | Tom Bosmans              |
| 2015 | Ruben Pols           | Nathan Van Hooydonck  | Aimé De Gendt            |
| 2016 | Nathan Van Hooydonck | Martin Palm           | Senne Leysen             |
| 2017 | Senne Leysen         | Brent Van Moer        | Steff Cras               |
| 2018 | Sasha Weemaes        | Guillaume Seye        | Harm Vanhoucke           |
| 2019 | Brent Van Moer       | Jasper De Plus        | Ilan Van Wilder          |
| 2021 | Lennert Van Eetvelt  | Arno Claeys           | Noah Vandenbranden       |
| 2022 | Alec Seagaert        | Jonathan Vervenne     | Lennert Van Eetvelt      |
| 2023 | Jonathan Vervenne    | Robin Orins           | Victor Vercouillie       |
| 2024 | Robin Orins          | Ferre Geeraerts       | Steffen de Schuyteneer   |
| 2025 | Jonathan Vervenne    | Matisse van Kerckhove | Ferre Geeraerts          |

## Palmarès femení
| Any  | Primer              | Segon              | Tercer                   |
| 1999 | Heidi Van de Vijver | Els Decottenier    | Evy Van Damme            |
| 2000 | Heidi Van de Vijver | Natacha Maes       | Evy Van Damme            |
| 2001 | Heidi Van de Vijver | Ine Wannijn        | Cindy Pieters            |
| 2002 | Cindy Pieters       | Evy Van Damme      | Sharon Van Dromme        |
| 2003 | Evy Van Damme       |                    |                          |
| 2004 | Natacha Maes        |                    |                          |
| 2005 | Natacha Maes        | An Van Rie         | Ine Wannijn              |
| 2006 | An Van Rie          | Cindy Pieters      | Laure Werner             |
| 2007 | An Van Rie          | Ludivine Henrion   | Liesbet De Vocht         |
| 2008 | An Van Rie          | Liesbet De Vocht   | Kelly Druyts             |
| 2009 | Liesbet De Vocht    | Latoya Brulée      | Lieselot Decroix         |
| 2010 | Grace Verbeke       | Liesbet De Vocht   | Latoya Brulée            |
| 2011 | Liesbet De Vocht    | Grace Verbeke      | Ludivine Henrion         |
| 2012 | Liesbet De Vocht    | Sofie De Vuyst     | Ann-Sophie Duyck         |
| 2013 | Liesbet De Vocht    | Maaike Polspoel    | Annelies Dom             |
| 2014 | Ann-Sophie Duyck    | Liesbet De Vocht   | Maaike Polspoel          |
| 2015 | Ann-Sophie Duyck    | Jolien D'Hoore     | Sofie De Vuyst           |
| 2016 | Ann-Sophie Duyck    | Lotte Kopecky      | Isabelle Beckers         |
| 2017 | Ann-Sophie Duyck    | Isabelle Beckers   | Julie Van De Velde       |
| 2018 | Ann-Sophie Duyck    | Lotte Kopecky      | Ellen Van Loy            |
| 2019 | Lotte Kopecky       | Jolien D'Hoore     | Annelies Dom             |
| 2020 | Lotte Kopecky       | Sara Van de Vel    | Julie Van de Velde       |
| 2021 | Lotte Kopecky       | Julie van de Velde | Julie De Wilde           |
| 2022 | Lotte Kopecky       | Shari Bossuyt      | Britt Knaven             |
| 2023 | Lotte Kopecky       | Febe Jooris        | Marthe Goossens          |
| 2024 | Lotte Kopecky       | Marthe Goossens    | Marion Norbert Riberolle |
| 2025 | '[Lotte Kopecky]]   | Marthe Goossens    | Lotte Claes              |